# Чорна Волга

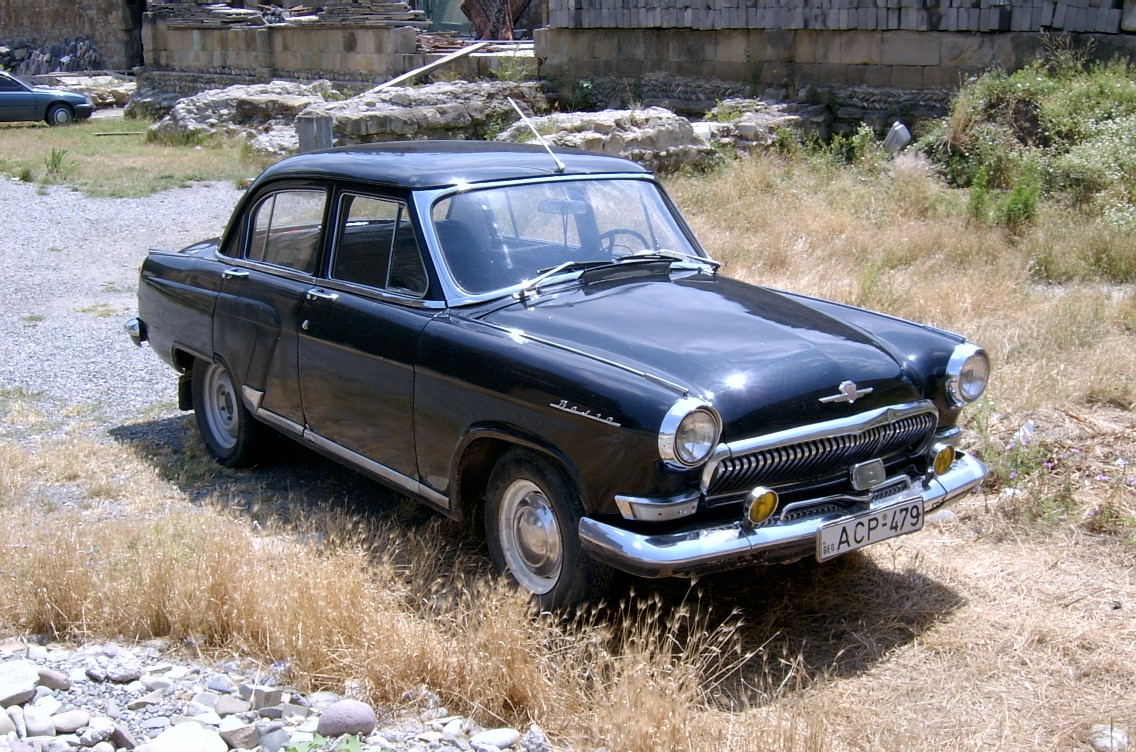
Чорний ГАЗ-21 «Волга»

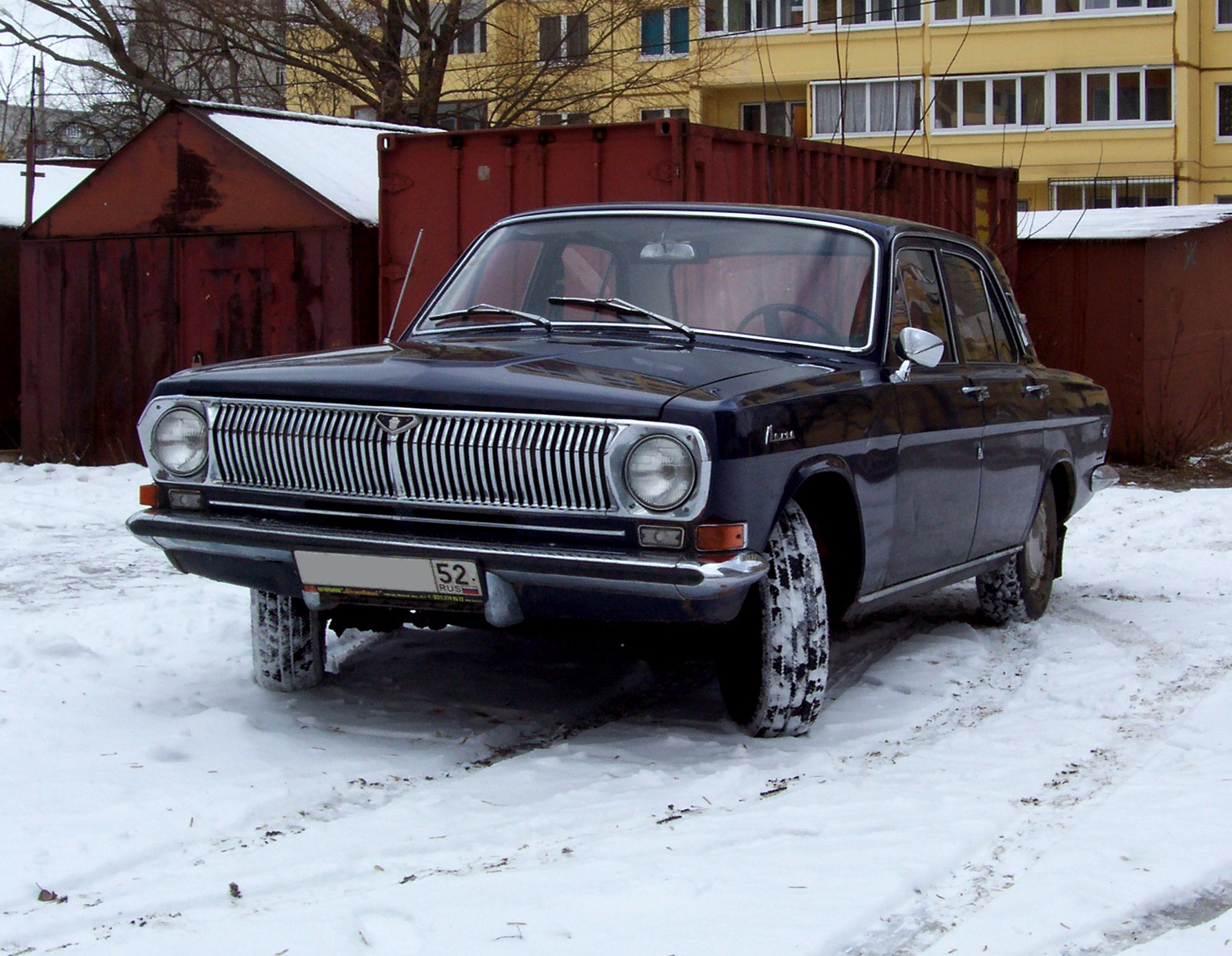
Чорний ГАЗ-24 «Волга»

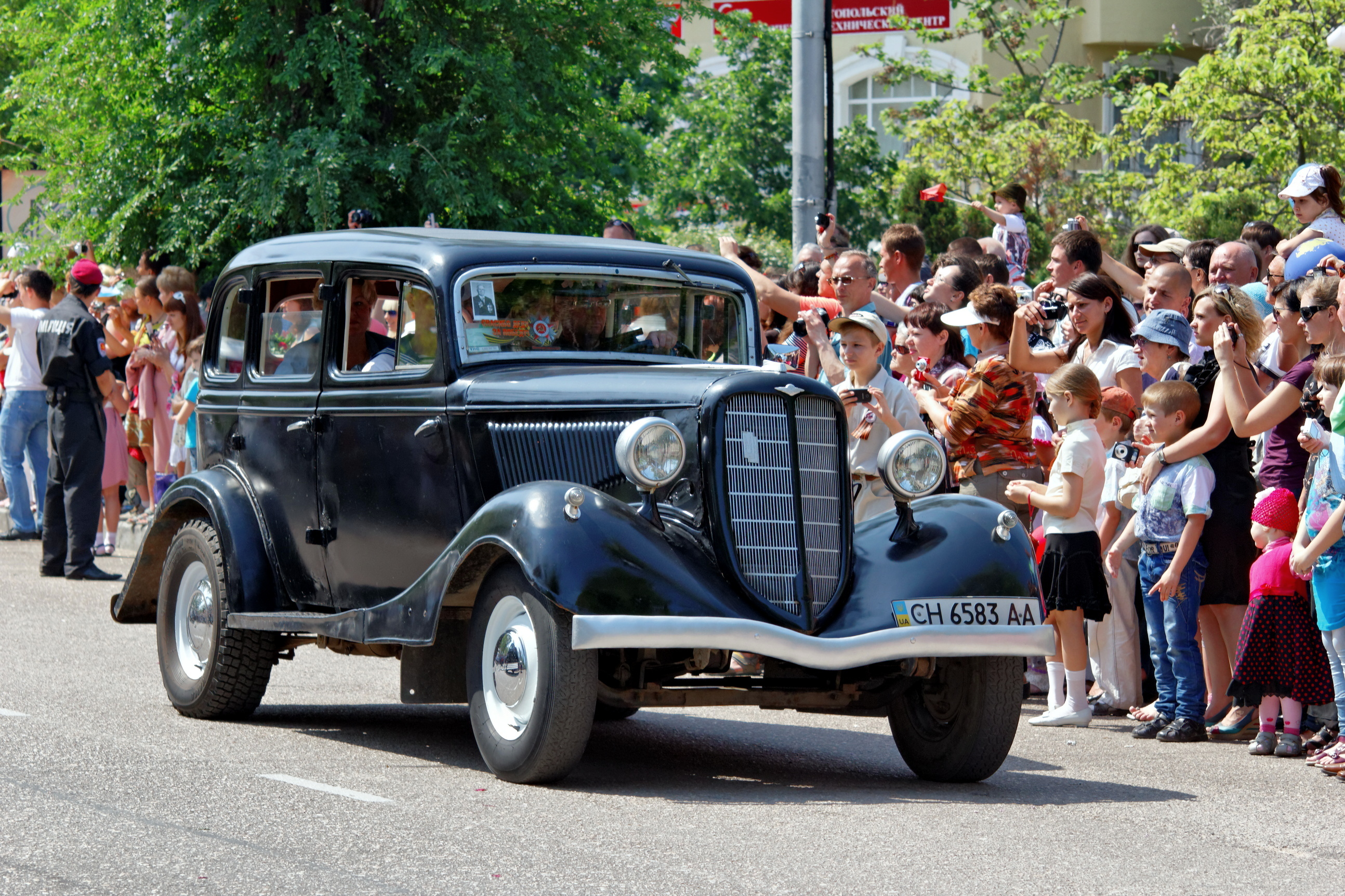
Чорний ГАЗ-М1

Чорна Волга (пол. czarna wołga) — міська легенда, поширена в Польщі, Румунії, Угорщині, Україні, Білорусі, Росії, Греції та Монголії, головним чином у 1960-х і 1970-х роках.

## Зміст

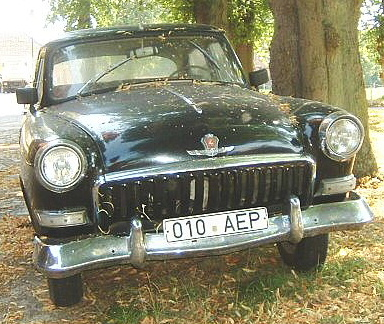
«ГАЗ-21» — об'єкт легенди

У легенді йдеться про чорний (або в деяких версіях червоний) ГАЗ-21 або ГАЗ-24, який нібито використовувався для викрадення та вбивства людей. Описується, що автомобіль має білі диски, білі штори або інші білі елементи. За різними версіями, ним керували священник, чернець, євреї, вампір, сатаністи або сам Сатана. Жертв буцімто викрадали, а потім вбивали зловмисники, щоб використати їхню кров як ліки для жителів Західної Європи чи Близького Сходу, які страждають на лейкемію. Інші варіанти розповідали про викрадення з метою вилучення органів, поєднуючи цю легенду з іншою відомою легендою про крадіжку нирок агентами Комітету державної безпеки СРСР (КДБ). Легенда знову спливла наприкінці 20 століття, коли замість Волги прийшов автомобіль BMW або Mercedes. Чорну Волгу іноді зображували з рогами замість дзеркала. Автомобіль міг мати номер «666» на номерному знаку, а також мати білі вікна чи штори. У цій версії водій (нібито диявол) запитував у перехожих час і вбивав їх, коли ті підходили до машини, щоб відповісти. В іншій версії легенди жертва помирала через день (водій казав: «Завтра ти помреш о цій годині»). Проте був дієвий спосіб захисту — коли потенційна жертва відповідала «Божий час», машина швидко зникала.
У Чехословаччині історія з'явилася наприкінці 1970-х років як чорна швидка допомога, а в Румунії Волги були замінені в 1970-х роках на Dacia 1301s, модифіковану версію Dacia 1300 з деякими недоступними функціями для громадськості, які в 1990-х роках також були замінені машинами швидкої допомоги.

## Причини
В Радянському Союзі «Волга» була найдорожчим автомобілем, доступним для покупки пересічній людині. Чорні «Волги» взагалі були зарезервовані для державного використання тільки як відомчий автомобіль і в приватні руки ніколи не продавалися. Свій відбиток наклало також активне використання легкового автомобіля Горьківського автозаводу «ГАЗ-М1» органами НКВС у роки масових репресій. Майже весь час випуску ГАЗ-М1, з метою економії, фарбувалися в чорний колір, що підкреслювало зловісний образ автомобіля, створений на основі панічного страху перед репресіями. За численними легендами, на такій машині їздив по Москві начальник НКВС Лаврентій Берія у супроводі особистих охоронців Саркісова і Надарая; викравши цікаву собі жінку прямо на вулиці, відвозив її у свій будинок і ґвалтував.

### Виноски
1. ↑  Brunvand, J.H. (2001). Енциклопедія міських легенд. ABC-CLIO. ISBN 9781576070765.
2. 1 2  Bennett, G. (2009). Bodies: Sex, Violence, Disease, і смерть у сучасній легенді. University Press of Mississippi. ISBN 9781604732450.
3. ↑  Czarna wołga i inne legendy miejskie (пол.). serwisy.gazeta.pl (Gazeta Wyborcza). Архів оригіналу за 19 лютого 2009.
4. ↑  Czarna wołga w hipermarketie (пол.). wiadomosci.gazeta.pl (Gazeta Wyborcza).
5. ↑  Czarna wołga ma 50 lat (пол.). dziennik.pl (Dziennik). Архів оригіналу за 24 березня 2008.
6. ↑  Мійські легенди (пол.). wiadomosci.polska.pl. Архів оригіналу за 5 жовтня 2008. [Архівовано 2008-10-05 у Wayback Machine.]
7. ↑  Godlewski, Konrad (6 січня 2004). Czarna wołga i inne legendy miejskie. wyborcza.pl (пол.). Процитовано 5 лютого 2022.
8. ↑  Milanowski, Janusz (5 січня 2017). O tym, jak i dlaczego czarne bmw zastąpiło czarną wołgę, a wojsko ocaliło Bydgoskie Przedmieście. Toruń Nasze Miasto (пол.). Процитовано 5 лютого 2022.
9. ↑  Jaros, Janusz (1999-09 -24). Szatańska Plotka. archiwum.wyborcza.pl. Архів оригіналу за 21 вересня 2016. Процитовано 5 лютого 2022.
10. ↑  Legenda o czarnej wołdze to nie bajka на postrach dzieci. To historia oparta на faktach. Ofiarami były... młode kobiety. naTemat.pl (пол.). Архів оригіналу за 27 жовтня 2017. Процитовано 26 жовтня 2017.